# Cryptocoryne parva
Cryptocoryne parva är en kallaväxtart som beskrevs av De Wit. Cryptocoryne parva ingår i släktet Cryptocoryne och familjen kallaväxter. Inga underarter finns listade.